# 메시에 106

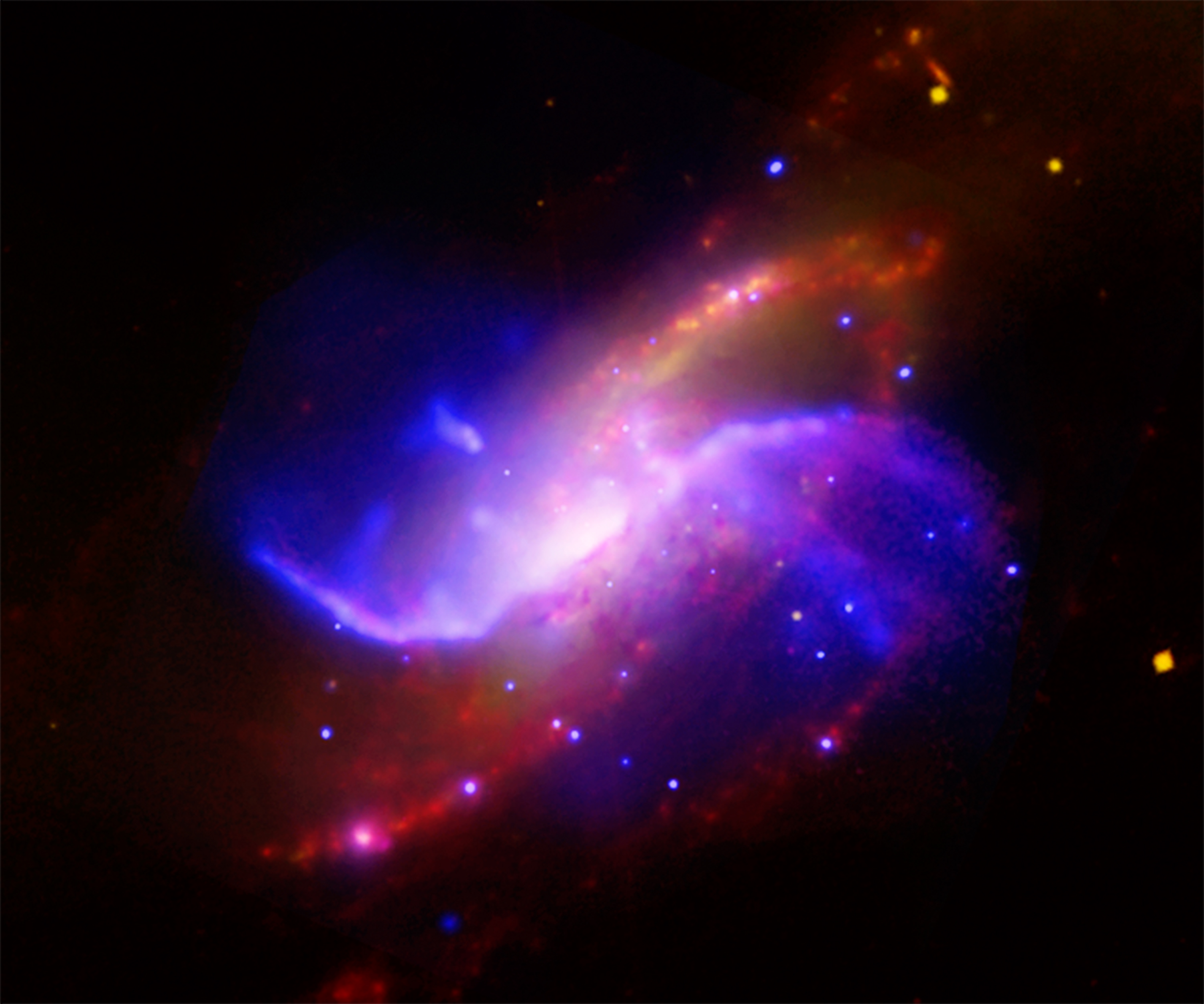
NASA/CXC/메릴랜드 대학에서 각각 촬영한 M106. 적외선, X선, 전파, 가시 광선의 색은 다음과 같다(X선 - 파랑, 빛 - 금색, IR(적외선) - 빨강, 전파 - 자주)

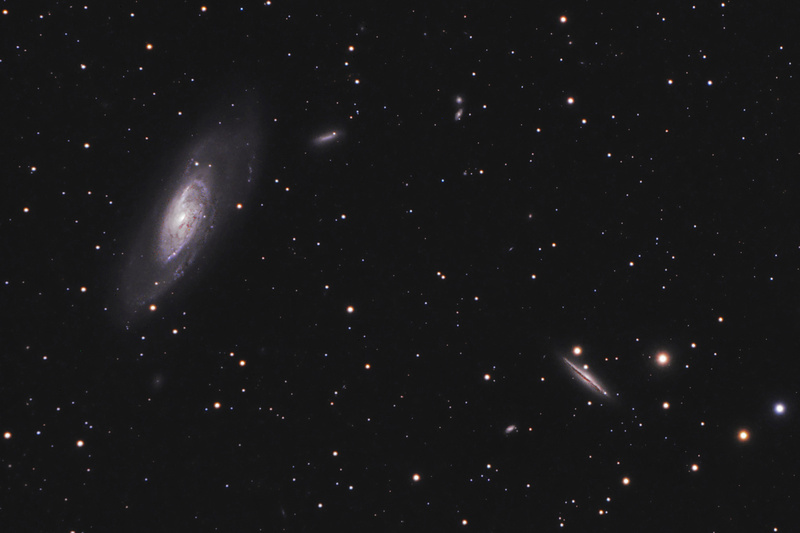
M 106 은하와 NGC 4217, NGC 4248의 모습.

메시에 106 (영어: Messier 106, M106, NGC 4258)는 사냥개자리에 있는 나선 은하이다. M51, M63, M94 다음의 은하이다. 나선 은하이며, 알 수 없는 원인의 나선팔로 주목을 받고 있는 은하이다. NGC 목록에서는 NGC 4258로 올라와 있다. 정상 나선 은하 Sbc형이다. 또한 2형 세이퍼트 은하로 분류되어 있다. 나선팔은 산광 성운 등으로 이루어져 있다. NGC 4217은 이 은하의 위성 은하이다.

## 은하의 구조
M106 은하는 빽빽하고 온도가 높은 분자 가스를 입증하는 수직적인 22 GHz 물(H2O) 분자 메이저가 있다. 이러한 물 메이저는 활동적인 은하의 중심핵을 관찰하기에 유용한 메이저이다. M106이 그러하다. M106은 현재 조금씩 휘어지고 있다. 은하의 중심핵 질량은 4×107 M☉로 추정된다.

이 은하의 위성 은하는 두 가지가 있는데, 하나는 NGC 4217이고, 다른 하나는 NGC 4248이다. NGC 4217은 Sbsp형으로 적경은 12h 15m 51.3s, 적위는 +47° 05′ 28″이다. 시직경은 5'.2 X 1'.5로 전형적인 옆으로 본 은하(edge-on)의 형태를 띤다. NGC 4248은 I0sp형으로 적경은 12h 17m 50.3s, 적위는 +47° 24′ 32″이다. 시직경은 3'.0 X 1'.1로 작은 은하이다. 궤도경사각은 각각 50, 108도이고, 겉보기 등급은 +12.0, +12.6이다.

## 같이 보기
- NGC 천체 목록